# Ciccolella (azienda)
La Ciccolella S.p.A. è un'azienda floreale italiana controllata dalla famiglia Ciccolella, quotata sulla Borsa di Milano fino al 16 febbraio 2015 quando è stata sospesa dalle negoziazioni a tempo indeterminato, in seguito al fallimento della capogruppo.
La società nasce nel 2006 in seguito al conferimento dell'azienda tessile Coats Cucirini e il cambio di oggetto sociale da esercizio dell'industria e del commercio di filati in genere a assunzione di partecipazioni in altre società.

## Azienda tessile
La Coats Cucirini nasce nel 1890 a Lucca ad opera di Carlo Niemack con il nome Fabbriche Italiane Filati Cucirini (FIFC). Nel 1896 la società anonima viene quotata alla Borsa di Milano.
Nel 1904 cambia nome in Cucirini Cantoni Coats (CCC) in seguito all'acquisizione della società da parte della scozzese J. & P. Coats Ltd, fondata nel 1826 dai fratelli James e Peter Coats, con l'apporto della famiglia Cantoni .
Nel 1931 CCC acquista le Industrie Sete Cucirine e il marchio Tre Cerchi.
Successivamente acquisisce la Lamprom Spa (1976), azienda italiana di chiusure lampo e fonda CIFI - Coats Italia Filati Industriali (1983) che verranno entrambe fuse per incorporazione nel 1996.
Nel 2001 acquista e successivamente incorpora la partecipazione totalitaria nella Barbour Campbell Industria Filati Spa.
L'azienda a fine 2005 risultava attiva nel settore tessile con tre divisioni: Filati Industriali, Chiusure Lampo, Crafts; quest'ultima dedicata alla commercializzazione al dettaglio di articoli di merceria.
I marchi principali erano: Epic, Dual Duty, Opti, Tre Cerchi, Gral, Aptan, Astra, Anchor, Freccia, Pellicano, Patons, Prym, Self Casa.
Coats Cucirini a fine 2005 risultava posseduta al 72,844% dal gruppo Coats tramite la J. & P. Coats Ltd (Glasgow, UK). Tale gruppo a sua volta era controllato da Guinness Peat Group Plc, gruppo diversificato quotato in Australia e Regno Unito.

## Azienda floreale
Il 22 dicembre 2005 J&P Coats Ltd giunge ad un accordo con la famiglia pugliese Ciccolella, dedita alla coltivazione di fiori dai primi anni Sessanta.
Il gruppo scozzese non riteneva più necessaria la presenza in Italia di una società del gruppo quotata, mentre la famiglia Ciccolella cercava una società quotata nella quale conferire le proprie attività floreali.
Così nel gennaio 2006 la Coats Cucirini cessa le proprie attività tessili conferendole alla società di nuova costituzione Coats Cucirini Srl ceduta poi alla controllante J&P Coats Ltd.
Il 7 marzo 2006 l'Assemblea straordinaria degli azionisti della Coats Cucirini delibera la modifica della denominazione sociale in Ciccolella S.p.A., il cambio
dell'oggetto sociale da esercizio dell'industria e del commercio di filati in genere a assunzione di partecipazioni in altre società e il trasferimento della sede legale a Torino.
Il 15 marzo 2006 la J&P Coats Ltd ha poi ceduto la partecipazione del 72.844% in Ciccolella Spa al Gruppo Ciccolella Srl.
Ciccolella S.p.A. per tutto il 2006 e fino all'agosto 2007 è stata una scatola vuota (azienda inattiva) priva di attività, ad eccezione della liquidità, in attesa che la famiglia Ciccolella conferisse le proprie attività floreali.
Nell'agosto 2007 la famiglia Ciccolella a cui fa capo Gruppo Ciccolella Srl ha fatto confluire in Ciccolella Spa le proprie attività di floricultura tramite conconferimento in natura di Ciccolella Holding SpA.
Al 16 gennaio 2008 il 94.947% di Ciccolella Spa risulta controllato da Gruppo Ciccolella Srl, quindi la società quotata nel segmento Standard della Borsa di Milano risulta avere un flottante troppo esiguo e scarso.

## Famiglia Ciccolella
Mariantonia e Paolo Ciccolella negli anni Sessanta passano dall'orticoltura alla floricultura specializzandosi nella coltivazione di rose e di Anthurium.
Le attività della famiglia di Molfetta sono poi continuate con i quattro figli Antonio, Corrado, Vincenzo e Francesco che nel 2004 hanno fondato la Ciccolella Holding Spa e nel 2006 Gruppo Ciccolella Srl. Quest'ultima società nel 2006 ha acquistato il 60% del gruppo olandese Zurel Group B.V. (Aalsmeer, NL), da oltre 100 anni specializzato nel trading di fiori e piante.
A fine 2006 le attività floreali della famiglia vengono conferite alla Ciccolella Holding Spa il cui capitale viene acquistato interamente da Gruppo Ciccolella Srl. Il gruppo poi acquista anche il rimanente 40% di Zurel Group.
Nell'estate del 2007 Ciccolella Holding Spa viene fatta confluire in Ciccolella Spa, già Coats Cucirini, che nel frattempo Gruppo Ciccolella Srl aveva acquistata da J&P Coats Ltd.